# ذاكرة من ورق (مسلسل)
ذاكرة من ورق، مسلسل كويتي درامي من تأليف عادل الجابري وتمثيل شجون الهاجري وفاطمة الصفي وعبدالله ملك وفخرية خميس وريم ارحمة.

## القصة
مجموعة من الشباب الكويتيون يدرسون في (ألمانيا) ، تبدأ بينهم علاقة صداقة بحكم الغربة، وتستمر هذه العلاقة لفترة طويلة، إلى أن يتعرض أحدهم لمحاولة استغلال من بعض العصابات، وتتوالى أحداث تكشف حقيقة تعامل المجتمعات الغربية مع الشباب المغترب، وخاصة الكويتيون منهم، وذلك لاعتقادات خاطئة بأن المجتمع الكويتي ثري، ومرفه، ولم يحضر شبابه للتعلم، بل جاءو للتسلية واللهو فقط، وتتوالى الأحداث .

## بطولة
- شجون الهاجري في دور فجر
- فاطمة الصفي في دور نورا
- عبدالله ملك في دور اب مشاعل
- عبدالله الطليحي في دور جاسم
- غرور في دور ام مشاعل
- عبدالله الطراروة في دور فواز اخ شوق
- ريم ارحمة في دور مشاعل
- علي كاكولي في دور غانم اخ فجر
- فخرية خميس في دور ام علي
- صمود الكندري في دور شوق
- هنادي الكندري في دور نجد
- عيسى ذياب في دور علي
- سليمان الياسين
- ناصر عباس في دور عبد الرحمن اخ مشاعل
- محمد الرمضان في دور خالد
- طيف في دور ام شوق